# Hermann Höfer
Hermann Höfer (født 19. juli 1934, død 22. oktober 1996) var en tysk fodboldspiller (forsvarer).
Höfer spillede hele sin karriere, fra 1953 til 1967, hos Eintracht Frankfurt i sin fødeby. Han spillede over 300 ligakampe for klubben og var med til at sikre klubben det tyske mesterskab i 1959. Han var også med til at nå Mesterholdenes Europa Cup finale 1960, der dog blev tabt med hele 7-3 til spanske Real Madrid.
Höfer nåede aldrig at spille for det vesttyske A-landshold, men var en del af det fællestyske hold, der deltog ved OL 1956 i Melbourne.

## Titler
Tysk mesterskab
- 1959 med Eintracht Frankfurt